# Ascensió recta

Ascenció recta (α) de color taronja.

Ascensió recta i declinació com es veuen a l'interior de l'esfera celeste. La direcció principal del sistema és l'equinocci de març, el node ascendent de l'eclíptica (vermell) a l'equador celeste (blau). L'ascensió recta es mesura cap a l'est fins a 24^{h} al llarg de l'equador celeste des de la direcció primària.

L'ascensió recta és una de les coordenades equatorials que s'utilitzen per a localitzar els astres sobre l'esfera celeste. S'utilitza en les coordenades celestes i seria l'equivalent a la longitud terrestre (coordenada geogràfica). L'altra coordenada del sistema equatorial, que indicaria l'alçada és la declinació.
L'ascensió recta es mesura en hores (h) (una hora és igual a 15 graus), minuts (m) i segons (s), incrementant en sentit antihorari al llarg de l'equador celeste a partir del punt vernal. El punt vernal coincideix amb la posició del Sol a l'equinocci de primavera o equinocci vernal. S'acostuma a representar amb el símbol {\displaystyle \alpha }.
En les coordenades celestes és de vital importància tenir en compte que:
- S'utilitza l'hora sideral i no la civil.
- A causa de la precessió dels equinoccis i la nutació, principalment, s'ha d'indicar l'època en què es pren de referència el punt 0 (punt vernal) de les coordenades. Actualment és la J2000.0.

## Història
El concepte d'ascensió recta es coneix almenys des d'Hiparc, qui va mesurar estrelles en coordenades equatorials al segle ii. Però Hiparc i els seus successors van fer els seus catàlegs d'estrelles a coordenades eclíptiques, i l'ús de l'AR es va limitar a casos especials.
Amb la invenció del telescopi, els astrònoms van poder observar els objectes celestes amb més detall, sempre que el telescopi pogués mantenir-se apuntat a l'objecte durant un període. La manera més senzilla de fer-ho és fer servir una muntura equatorial, que permet alinear el telescopi amb un dels seus dos pivots paral·lels a l'eix de la Terra. Un rellotge motoritzat es fa servir sovint amb una muntura equatorial per cancel·lar la rotació de la Terra. A mesura que la muntura equatorial s'adoptà àmpliament per a l'observació, el sistema de coordenades equatorials, que inclou l'ascensió recta, fou adoptat alhora per simplicitat. Les muntures equatorials podrien apuntar amb precisió objectes amb ascensió i declinació rectes conegudes mitjançant l'ús d'establir cercles. El primer catàleg d'estrelles a usar ascensió recta i declinació va ser la Historia Coelestis Britannica (1712, 1725) de John Flamsteed.

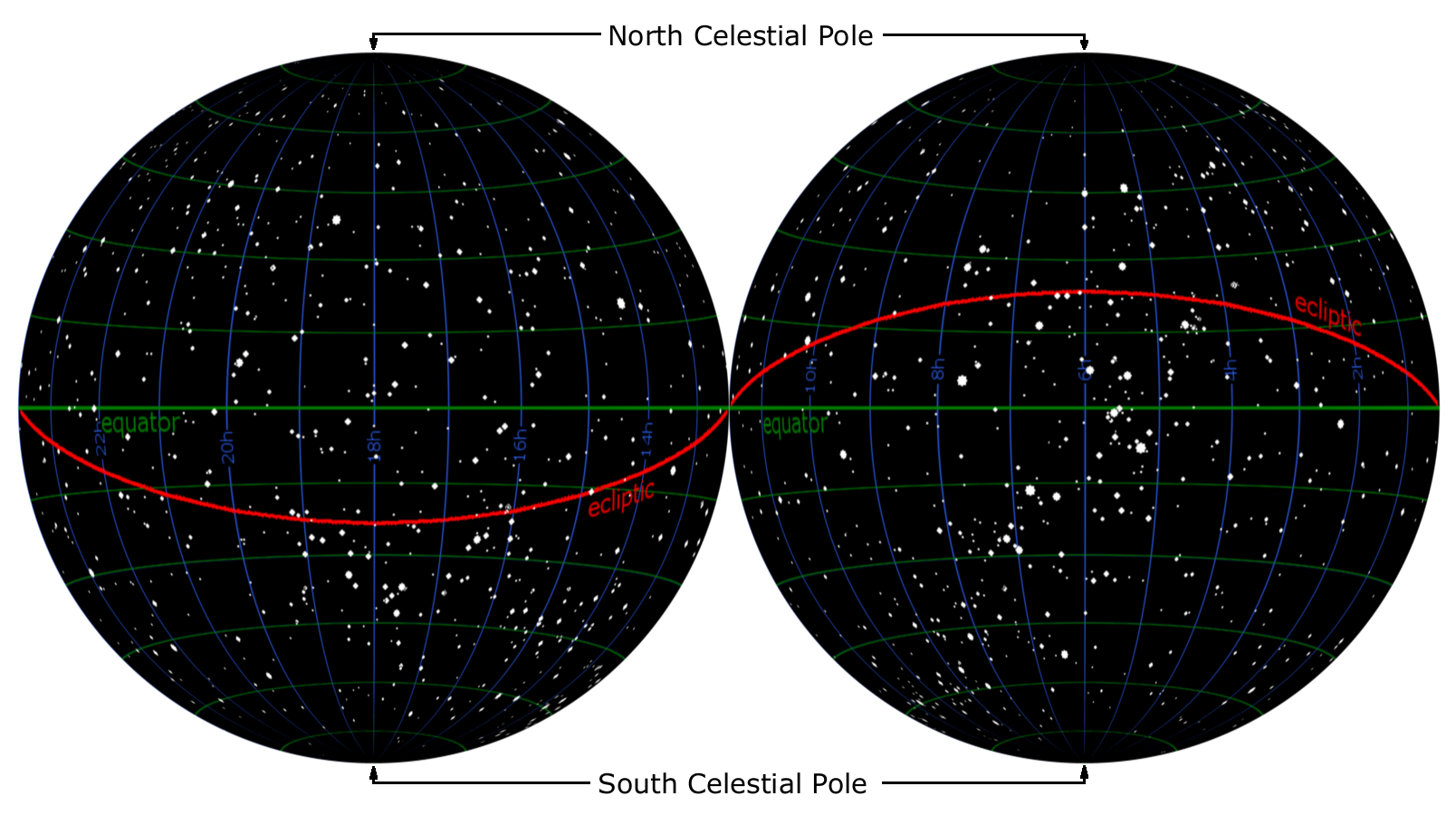
Tot el cel, dividit en dues meitats. L'Ascensió recta (blau) comença a l'equinocci de març (a la dreta, a la intersecció de l'eclíptica (vermell) i l'equador (verd)) i augmenta cap a l'est (cap a l'esquerra). Les línies d'ascensió recta (blau) de pol a pol divideixen el cel en 24 hores, cadascuna equivalent a 15°.

## Explicació

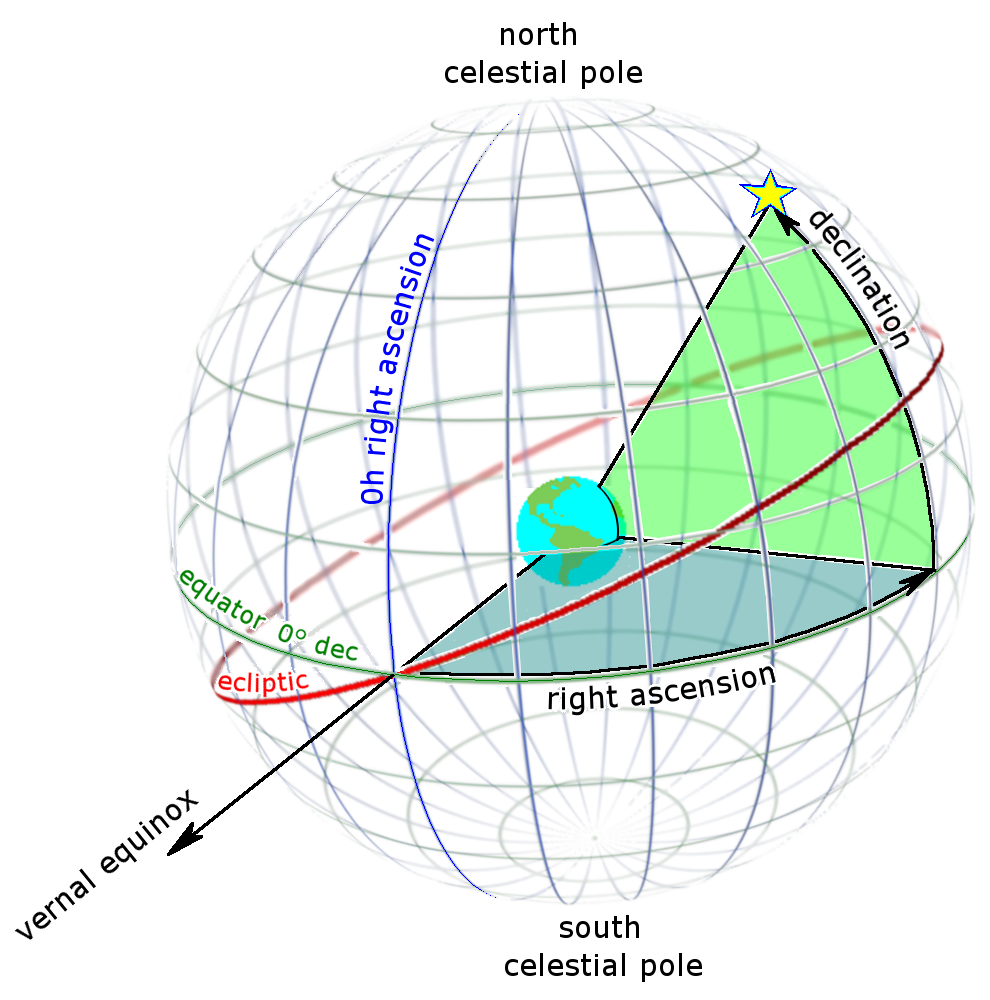
Ascensió recta (blau) i declinació (verd) com es veuen fora de l'esfera celeste.

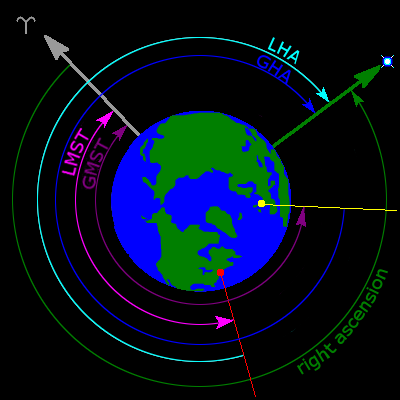
diversos angle horaris. El símbol ♈︎ marca la direcció de l'equinocci de març.
Suposant que el dia de l'any és l'equinocci de març: el Sol es troba cap a la fletxa grisa, l'estrella marcada per una fletxa verda sembla que s'aixequi en algun lloc de l'est cap a la mitjanit (la Terra dibuixada des de "dalt" gira en sentit contrari a les agulles). Després que l'observador arribi a la fletxa verda, l'alba dominarà (vegeu el cel blau Difusió de Rayleigh) la llum de l'estrella durant unes sis hores, abans que es posin a l'horitzó occidental. L'ascensió recta de l'estrella és d'unes 18^{h}. 18^{h} significa que és una estrella de març a primera hora i en cel blau al matí. Si fos 12^{h} RA, l'estrella seria una estrella de tota la nit de març com oposada a l'equinocci de març. Si fos 6^{h} RA, l'estrella seria una estrella de març tardana, al seu màxim (meridià) al capvespre.

L'ascensió recta és l'equivalent celeste de la longitud terrestre. Tant l'ascensió recta com la longitud mesuren un angle des d'una direcció primària (un punt zero) en un equador. L'ascensió recta es mesura des del Sol a l'equinocci de març, és a dir, el primer Punt d'Àries, que és el lloc de l'esfera celeste on el Sol travessa l'equador celeste de sud a nord a l'equinocci de març i actualment es troba a la constel·lació de Peixos. L'ascensió recta es mesura contínuament en un cercle complet des d'aquesta alineació de la Terra i el Sol a l'espai, en aquell equinocci, la mesura augmenta cap a l'est.
Tal com es veu des de la Terra (excepte als pols), els objectes que tenen 12h RA són més visibles (apareixen durant tota la nit) a l'equinocci de març; els que tenen 0h RA (a part del sol) ho fan a l'equinocci de setembre. En aquestes dates a mitjanit, aquests objectes arribaran ("culminaran") al seu punt més alt (el seu meridià). L'alçada a què arribin depèn de la seva declinació; si hi ha una declinació de 0° (és a dir, a l'equador celeste), llavors a l'equador de la Terra estan directament a sobre (al zenit).
Es podria haver escollit qualsevol unitat de mesura angular per a l'ascensió recta, però normalment es mesura en hores (h), minuts (m) i segons (s ), sent les 24h l'equivalent a un cercle complet. Els astrònoms han escollit aquesta unitat per mesurar l'ascensió recta perquè mesuren la ubicació d'una estrella cronometrant el seu pas pel punt més alt del cel a mesura que la La Terra gira. La línia que passa pel punt més alt del cel, anomenada meridià, és la projecció d'una línia de longitud sobre l'esfera celeste. Com que un cercle complet té 24h d'ascensió recta o 360° (graus sexagesimals), 124 d'un cercle es mesura com 1h d'ascensió recta, o 15°; 11440 d'un cercle es mesura com 1m d'ascensió recta, o 15 minuts d'arc (també escrit com 15′); i 186400 d'un cercle conté 1s d'ascensió recta, o 15 segons d'arc (també escrit com 15″). Un cercle complet, mesurat en unitats d'ascensió recta, conté 24 × 60 × 60 = 86.400s, o 24 × 60 = 1440m, o 24h.
Com que les ascensions rectes es mesuren en hores (de rotació de la Terra), es poden utilitzar per cronometrar les posicions dels objectes al cel. Per exemple, si una estrella amb RA = 1h 30m 00s es troba al seu meridià, l'estrella amb RA = 20h 00m 00s estarà al/al seu meridià (en el seu aparent punt més alt) 18,5 hores sideral més tard.
L'angle horari sideral, utilitzat en la navegació celeste, és similar a l'ascensió recta, però augmenta cap a l'oest en lloc de cap a l'est. Normalment mesurat en graus (°), és el complement de l'ascensió recta respecte a 24h. És important no confondre l'angle horària sideral amb el concepte astronòmic d'angle horari, que mesura la distància angular d'un objecte cap a l'oest des del meridià local.

## Símbols i abreviatures
| Unitat | Valor                                 | Símbol | Sistema sexagesimal | En radiants     |
| ------ | ------------------------------------- | ------ | ------------------- | --------------- |
| Hora   | 124 cercle                            | h      | 15°                 | π12 radiants    |
| Minut  | 160 hora, 11440 cercle                | m      | 14°, 15′            | π720 radiants   |
| Segon  | 160 minut, 13600 hora, 1186400 cercle | s      | 1240°, 14′, 15″     | π43200 radiants |

## Ascensió recta del Sol
La declinació i l'ascensió recta del Sol canvien al llarg de l'any a causa de la rotació de la Terra al voltant del Sol. En el moment de l'equinocci El Sol es troba a l'equinocci de primavera, i la seva declinació i ascensió recta són zero. Amb el temps, l'ascensió directa del Sol augmenta: al solstici d'estiu arriba a les 6h, a l'equinocci d'estiu - 12h, i al solstici d'hivern - 18h. Continua pujant fins a l'equinocci de primavera, moment en què arriba a les 24h i es posa a zero.
De mitjana, la sortida directa del Sol augmenta 3m56s al dia. Això fa que el dia solar mitjà, de 24 hores de durada, sigui 3 minuts 56 segons més llarg que el dia estel·lar. Tot i això, la irregularitat del moviment orbital de la Terra i la inclinació de l'equador respecte al pla de l'eclíptica fan que la sortida directa del Sol variï de forma desigual i que la durada d'un dia solar veritable pugui variar en ±25 segons. Per tant, durant l'any s'acumula la diferència entre mitjana i temps solar veritable, que s'anomena equació del temps i oscil·la entre -16 i 14 minuts.

## Matemàtiques de l'ascensió recta
Una de les dues coordenades (amb la declinació) que determinen la posició d'un objecte a l'esfera celeste és l'ascensió recta.
{\displaystyle \sin \alpha \cos \delta =-\sin \beta \sin \epsilon +\cos \beta \cos \epsilon \sin \lambda \,}
on {\displaystyle \lambda \,} és la longitud celeste, {\displaystyle \beta \,} és la latitud celeste, {\displaystyle \epsilon \,} és l'obliqüitat de l'eclíptica i val {\displaystyle \epsilon \,}=23º26', {\displaystyle \alpha \,} és l'ascensió recta i {\displaystyle \delta \,} és la declinació
aclarir alpha amb ChatGPT
Per aclarir α de l'equació:
{\displaystyle \sin \alpha \cos \delta =-\sin \beta \sin \epsilon +\cos \beta \cos \epsilon \sin \lambda ,}
Dividim ambdós costats per cos(δ):
{\displaystyle {\frac {\sin \alpha \cos \delta }{\cos \delta }}={\frac {-\sin \beta \sin \epsilon +\cos \beta \cos \epsilon \sin \lambda }{\cos \delta }},}
Usant la identitat trigonomètrica de la tangent (tan(α) = sin(α)/cos(α)) per al costat esquerre i dividint els termes del costat dret, s'obté:
{\displaystyle \tan \alpha =-{\frac {\sin \beta \sin \epsilon }{\cos \delta }}+{\frac {\cos \beta \cos \epsilon \sin \lambda }{\cos \delta }},}
Usant la identitat trigonomètrica de la suma per al segon terme al costat dret, s'obté:
{\displaystyle \tan \alpha =-{\frac {\sin \beta \sin \epsilon }{\cos \delta }}+{\frac {\cos \beta \cos \epsilon }{\cos \delta }}\sin \lambda ,}
Multiplicant ambdós costats per cos(δ) per eliminar la fracció, s'obté:
{\displaystyle \sin \alpha \cos \delta =-\sin \beta \sin \epsilon \cos \delta +\cos \beta \cos \epsilon \sin \lambda \cos \delta ,}
Usant la identitat trigonomètrica de la suma novament per al segon terme al costat dret, s'obté:
{\displaystyle \sin \alpha \cos \delta =-\sin \beta \sin \epsilon \cos \delta +{\frac {\cos \beta \cos \epsilon \cos \delta }{\cos \epsilon }}\sin \epsilon \sin \lambda ,}
Simplificant l'expressió, s'obté:
{\displaystyle \sin \alpha \cos \delta +\sin \beta \sin \epsilon \cos \delta ={\frac {\cos \beta \cos \delta }{\cos \epsilon }}\sin \epsilon \sin \lambda ,}
Dividint ambdós costats per cos(δ)cos(ε) i multiplicant per cos(α)cos(ε), s'obté:
{\displaystyle \sin \alpha \cos \epsilon \cos \delta +\sin \beta \sin \epsilon \cos \alpha \cos \delta =\cos \beta \sin \lambda \sin \epsilon \cos \alpha ,}
Usant la identitat trigonomètrica de la suma novament, s'obté:
{\displaystyle \sin(\alpha +\beta )\cos \epsilon \cos \delta =\cos \beta \sin \lambda \sin \epsilon \cos \alpha ,}
Dividint ambdós costats per cos(β)cos(ε)sense(λ) i multiplicant per sin(α), s'obté:
{\displaystyle \tan \alpha ={\frac {\sin \beta \sin \epsilon }{\cos \delta }}-{\frac {\sin(\alpha +\beta )\cos \epsilon }{\cos \delta \sin \lambda }},}
Aquesta és l'equació clar per a α.

## Efectes de precessió
L'eix de la Terra traça un petit cercle (en relació amb el seu equador celeste) lentament cap a l'oest al voltant dels pols celestes, completant un cicle en uns 26.000 anys. Aquest moviment, conegut com a precessió, fa que les coordenades dels objectes celestes estacionaris canviïn contínuament, encara que lentament. Per tant, les coordenades equatorials (inclosa l'ascensió recta) són inherentment relatives a l'any de la seva observació, i els astrònoms les especifiquen amb referència a un any en particular, conegut com a època. Les coordenades de diferents èpoques s'han de girar matemàticament perquè coincideixin entre si, o per coincidir amb una època estàndard. L'ascensió recta de les "estrelles fixes" a l'equador augmenta en uns 3,1 segons per any o 5,1 minuts per segle, però per a estrelles fixes allunyades de l'equador la velocitat de canvi pot ser qualsevol des d'infinit negatiu fins a infinit positiu. (A això cal afegir el moviment propi d'una estrella.) Durant un cicle de precessió de 26.000 anys, les "estrelles fixes" que estan lluny del pol de l'eclíptica augmenten en ascensió recta en 24 h, o aproximadament 5,6' per segle, mentre que les estrelles a 23,5° d'un pol eclíptic experimenten un canvi net de 0 h. L'ascensió recta de Polaris està augmentant ràpidament. L'any 2000 va ser de 2,5 h, però quan s'acosti més al pol nord celeste l'any 2100 la seva ascensió recta serà de 6 h. El Pol de l'eclíptic nord a Draco i el Pol de l'eclíptic sud a Dorado es troben sempre en ascensió recta 18h i 6 h respectivament.
L'època estàndard utilitzada actualment és J2000.0, que és l'1 de gener de 2000 a les 12:00 TT. El prefix "J" indica que és una època juliana. Abans de J2000.0, els astrònoms utilitzaven les successives èpoques besselianes B1875.0, B1900.0 i B1950.0.